# Sport in Basilicata

La Pallavolo Femminile Matera della stagione 1991-1992, prima squadra lucana campione d'Italia

Lo sport in Basilicata è praticato e diffuso in diversi settori, sia a livello agonistico che dilettantistico, sia per quanto riguarda gli sport più comuni che altri meno diffusi a livello nazionale.

## Arti Marziali
Atleti più rappresentativi: i fratelli Francesco e Terryana D'Onofrio (karate), Biagio Tralli (kickboxing).

### Aikido
- Aikidojo Shizentai di Lauria, affiliato all'"Aikikai d'Italia" con sede a Roma.

### Karate
- Karate Club Lavello
- Centro Karate Zaccaro di Matera

### Kickboxing
- Kickboxing Biagio Tralli di Matera

### Judo
- A.S.D. Kodokan Judo Palazzo San Gervasio

## Atletica leggera
La Polisportiva Rocco Scotellaro Matera, fondata nel 1963 e Stella d'argento CONI al merito sportivo, nel 2008 ha vinto la finale di A2 dei Campionati italiani di società assoluti su pista acquisendo nel 2009 per la seconda volta nella sua storia (la prima volta è accaduto nel 2003) il diritto a partecipare alla finale del Campionato di A1. Nella finale di A1 del 2009 la società materana è giunta al 5º posto, conservando la permanenza nella categoria anche per l'anno 2010. Nella finale del 2010 invece si è classificata all'11º posto, retrocedendo in A2 ma venendo successivamente ripescata; nel 2012 ha disputato le finali del Campionato di A1 per la quarta volta consecutiva, giungendo al 3º posto e sfiorando l'accesso alla Serie A Argento.
Il maggior atleta lucano è stato Donato Sabia, scomparso a soli 56 anni dopo aver contratto il COVID-19, specialista nella distanza degli 800 metri, due volte finalista ai Giochi olimpici con un 5º posto raggiunto alle Olimpiadi di Los Angeles nel 1984, nonché vincitore della medaglia d'oro ai Campionati europei di atletica leggera indoor 1984.

## Baseball

### Baseball e Softball e Baseball 5
È molto attivo il movimento nelle scuole della regione, nell'anno 2023, l'Istituto comprensivo "Lagonegro-Rivello"  è Campione d'Italia, nei campionati studenteschi, nella disciplina del Baseball 5.
Unica squadra della Basilicata sono i Kings Rivello Baseball è nato a gennaio 2018; è composto da prima squadra, squadra Juniores e una squadra di softball Slowpitch,  e nella nuova disciplina del Baseball 5.
I colori sociali sono il blu e il giallo. Gioca le sue partite interne nell’Arena dei Leoni”, (area libera “Contu”), ex campo di calcio riadattato al baseball.
La stagione 2020 è la conferma dell'ottima attività del movimento lucano, con la partecipazione al Campionato Nazionale di Slowpitch, per i Kings di Rivello, e per la squadra juniores, oltre ai campionati di categoria, partecipazione a tornei nazionali ed internazionali.
Molto attivo nella disciplina del Baseball5, giocano nelle nazionali italiane molti giocatori di Rivello, che hanno disputato i campionati europei.

## Calcio
Il calcio in Basilicata muove i suoi primi passi nel 1920 quando Alfredo Viviani fonda a Potenza lo Sport Club Lucano. Negli anni successivi, tra gli anni venti ed i primi anni trenta, il movimento calcistico nasce anche in altre realtà lucane come l'altro capoluogo Matera, Francavilla in Sinni, Montescaglioso, Rionero in Vulture, Melfi, Avigliano, Moliterno, Pescopagano, Pisticci.
I primi campionati regionali lucani vengono organizzati a livello ufficiale a partire dal 1949.
Il massimo livello raggiunto da società calcistiche lucane è stata la serie B, dove hanno militato il Potenza per 5 stagioni dal 1963 al 1968, ed il Matera per una stagione nel 1979/1980. Dopo i due capoluoghi e Melfi, le città lucane che hanno totalizzato più partecipazioni ai campionati interregionali sono Lavello con 20 partecipazioni alla serie D, FC Francavilla con 19, Policoro con 12, Rionero in Vulture con 9, Avigliano e Rotonda con 8, Venosa, Bernalda e Pisticci con 7.
I primi lucani ad aver calcato i campi della serie A sono stati Antonio Tricarico, cresciuto nella squadra dell'oratorio di Salandra nel primo dopoguerra ed in seguito portiere della Triestina sul finire degli anni trenta, Nicola Ferrara, nativo di Chiaromonte ma emigrato ancora in fasce in Argentina, che ha giocato con l'Inter campione d'Italia nel 1937-38, il Napoli e il Livorno, Luigi Nobile, nativo di Tursi e militante nella Roma campione d'Italia nel 1941-42, e Liborio Liguori di San Costantino Albanese; i calciatori ed allenatori lucani più famosi sono stati Franco Selvaggi, Campione del Mondo con la Nazionale Azzurra nel 1982 in Spagna, Francesco Mancini e Francesco Colonnese, cresciuti rispettivamente nel Matera e nel Potenza e poi passati in diversi club di serie A, Luigi De Canio, già allenatore in serie A ed in passato calciatore del Matera e poi allenatore del Pisticci, Stefano Casale, nativo di Potenza e titolare in A per una stagione con il Lecce, Andrea Esposito che dopo gli esordi con il Policoro ha disputato una stagione in Serie A con il Napoli, e Giuseppe Catalano. Calciatori lucani recentemente in attività che militano o hanno militato in massima serie sono Simone Zaza (secondo lucano di tutti i tempi ad aver vestito la maglia azzurra, debuttando con la Nazionale Italiana nel 2014, trentatré anni dopo Franco Selvaggi), Gianluca Sansone, Gianvito Plasmati, Rocco Sabato e Antonio Giosa.
Uno dei più importanti tornei internazionale di calcio giovanile under 16 d'Europa, la coppa Gaetano Scirea, si tiene ogni anno nel mese di giugno a Matera ed in alcuni comuni della regione e della Puglia. La manifestazione, giunta alla diciannovesima edizione, ha visto negli anni la partecipazione di numerosi club di livello mondiale e di diversi giovani calciatori diventati in seguito dei campioni.

### Principali società calcistiche
| Pos. | Società        | I livello | II livello | III livello | IV livello | Totale | Stagione 2024-2025 |
| ---- | -------------- | --------- | ---------- | ----------- | ---------- | ------ | ------------------ |
| 1    | Potenza        | -         | 5          | 33          | 31         | 69     | Serie C            |
| 2    | Matera         | -         | 1          | 17          | 25         | 43     | Serie D            |
| 3    | AZ Picerno     | -         | -          | 5           | 5          | 10     | Serie C            |
| 4    | Melfi          | -         | -          | 3           | 22         | 25     | Eccellenza         |
| 5    | Lavello        | -         | -          | -           | 12         | 12     | Eccellenza         |
| 6    | FC Francavilla | -         | -          | -           | 10         | 10     | Serie D            |

### Derby calcistici lucani
I principali derby calcistici lucani sono gli incontri di calcio tra le tre maggiori squadre della regione, il Matera, il Potenza ed il Melfi.

### Calcio a 5
In questa disciplina una società, il Team Matera Calcio a 5, ha raggiunto la serie A2 per la prima volta nel 1998, vi ha disputato altre 5 stagioni dal 2002 al 2007, e nel 2015 è tornata a disputare la serie A2 dopo la fusione con la Libertas Eraclea Calcio a 5 di Scanzano Jonico. Un'altra società lucana, la Futsal Potenza Calcio a 5, ha ottenuto la prima promozione in serie A2 della sua storia nel 2011. Anche l'Avis Pleiade Policoro ha disputato la serie A2 dal 2014 al 2017. Nel 2019 per la prima volta una società lucana, il Comprensorio Medio Basento, ha raggiunto il massimo campionato di Serie A, militandovi fino al 2022. Dalla serie C1 in giù i tornei sono disputati a livello regionale. Nel 2019, per la prima volta nella storia della competizione, il Torneo delle Regioni si è tenuto in Basilicata. Quello che segue è un elenco delle principali società lucane di calcio a 5:
- Bernalda, milita in Serie B
- Potenza, milita in Serie B
- Senise, milita in Serie B
- Ferrandina, milita in Serie B

### Calcio a 5 femminile
L'Ita Salandra di Salandra ha raggiunto la Serie A per la prima volta nel 2011, disputandola fino al 2015. Attualmente la squadra che disputa il maggiore campionato è il CMB Futsal Team, che ha raggiunto la Serie A dopo aver vinto il campionato di Serie B 2023-2024.

### Principali impianti calcistici
- Stadio XXI Settembre - Franco Salerno di Matera - 7.490 posti
- Stadio Alfredo Viviani di Potenza - 4.977 posti
- Stadio Arturo Valerio di Melfi - 4.100 posti

## Ciclismo
Nella regione si organizzano il Giro Ciclistico Internazionale di Basilicata, gara a tappe a cui partecipano squadre italiane e internazionali che si svolge in quattro giorni ed interessa il territorio di tutta la regione, riservata alla Categoria Juniores e organizzata dall'ASD Nucleo Gioventù Potenza, e la gara cicloturistica Gran Fondo del Vulture, che è riconosciuta a livello nazionale ed è rivolta a cicloamatori aderenti alla F.C.I.. Viene strutturata in un percorso di circa 130 km e, partendo da Rionero, la gara coinvolge altri comuni dell'area del Vulture-Melfese (che possono variare a seconda della programmazione del tracciato) come Atella, Barile, Rapolla, Melfi, Ripacandida, Venosa, Lavello, Filiano, Ruvo del Monte, San Fele.
Ciclisti professionisti
- Antonio Viola, ciclista professionista
- Domenico Pozzovivo, ciclista professionista (n. 1982)
- Antonio Santoro, ciclista professionista (n. 1989)
- Alessandro Verre, ciclista professionista (n. 2001)

Impianti
- Velodromo Comunale di Oppido Lucano

## Equitazione
Il cavaliere Emanuele Gaudiano ha partecipato ai Giochi della XXXI Olimpiade di Rio de Janeiro nel 2016 nella specialità del salto ostacoli individuale.

## Hockey su pista
- Pattinomania Matera: fondata nel 1997 dopo l'esperienza della Rotellistica Matera fondata nel 1981. Nel 2011 ha conquistato la Serie A1 battendo al golden gol l'Hockey Trissino per 7 a 6 nella terza gara di playoff della stagione di Serie A2 2010-2011. Nella stagione 2015-2016 ha raggiunto le semifinali scudetto e la final four della Coppa CERS. Ha cessato la sua attività nel 2016 non iscrivendosi al campionato.
- Hockey Pattinaggio Matera: nata nel 2016, ha partecipato a un campionato di Serie A1 nel 2021-2022.
- Roller Matera: nata anch'essa nel 2016, attualmente milita in Serie A2.
- In campo femminile, la Pattinomania ha conquistato il titolo di campione d'Italia nel 2015, l'Hockey Pattinaggio nel 2018, e la Roller ha 4 scudetti vinti nel 2021, 2023, 2024 e 2025.

## Nuoto
- Associazione Atleti Amatori di Matera, campione regionale assoluti 2010 e al 73º posto nella graduatoria nazionale delle società pubblicata dalla FIN nel 2008.
- Centro Nuoto Lucano Savigi di Satriano di Lucania, giunta al 31º posto nella classifica delle società ai campionati italiani estivi di nuoto 2011, dove è cresciuto il nuotatore Domenico Acerenza.
- Polisportiva Invicta Nuoto di Potenza.

## Pallacanestro
Il movimento cestistico, già presente in Basilicata dagli anni trenta, si sviluppa a partire dagli anni sessanta; infatti nel 1960 viene fondata a Matera l'Olimpia Basket e nel 1966 a Potenza nasce la Libertas Invicta. Il massimo livello raggiunto dalle società cestistiche lucane è la Serie A2, categoria in cui ha militato l'Olimpia Basket Matera che ha disputato la Serie A2 Silver dal 2013 al 2015 e nella stagione 2015-2016 il campionato unico di A2. La Potenza 84 ha giocato nella Serie A Dilettanti, già Serie B d'Eccellenza, per quattro stagioni, dal 2007 al 2011. Le principali società lucane di pallacanestro sono le seguenti:
maschile:
- Virtus Matera, milita in Serie B Interregionale
- Academy Basket Potenza, milita in Serie C Unica

femminile:
- Basilia Basket Potenza, milita in Serie B

## Pallanuoto
- Basilicata Nuoto 2000 Potenza, Serie B maschile
- Invicta Nuoto Potenza, Serie B femminile
- Tritone Potenza, Serie C maschile
- Agenzia dello Sport Matera, Serie C maschile

## Pallavolo
La massima espressione del movimento pallavolistico in Basilicata è stata rappresentata a livello femminile dalla Pallavolo Femminile Matera, che negli anni novanta ha raggiunto il vertice della pallavolo italiana ed europea vincendo 4 scudetti consecutivi, 2 Coppe dei Campioni, 2 Coppe CEV, 3 Coppe Italia ed 1 Supercoppa europea. Il club lucano si è sciolto nel 2000 per difficoltà economiche. Nella stagione 2009-2010 un'altra società materana, la Time Volley, ha ottenuto la promozione in Serie A2. In campo maschile il Volley Club Matera ha disputato la Serie A2 nelle stagioni 1995-96 e 1996-97, e la Pallavolo Matera Bulls ha raggiunto per la prima volta la Serie A2 nel campionato 2012-13 restandovi fino al 2014-2015. La Rinascita Volley '78 Lagonegro ha disputato per la prima volta il campionato di Serie A2 nella stagione 2016-2017. Le principali società pallavolistiche lucane di oggi sono le seguenti:
maschile:
- Rinascita Volley '78 Lagonegro, milita in Serie A3

Dal 21 luglio al 3 agosto 2003 si è svolta a Matera, Andria e Gioia del Colle l'XI edizione del World Grand Prix di pallavolo femminile, vinta dalla Cina.

## Pugilato
L'italo-americano Young Corbett III gareggiò nei pesi welter e medi, divenendo campione mondiale in entrambe le categorie. Rocco Mazzola fu campione nazionale dei mediomassimi e massimi; la sua storia fu un'ispirazione per il film Rocco e i suoi fratelli di Luchino Visconti, in cui Mazzola fece anche una comparsa.

## Rugby
- CUS Rugby Potenza - serie C
- Murgia Matera Rugby - serie C
- Camarda Rugby Bernalda - serie C
- Oppido Lucano Rugby - giovanili

## Scacchi
- Accademia scacchi Potenza - serie C
- Accademia scacchi Matera - serie C

## Scherma
- Prima società schermistica della regione è la Circolo schermistico Matera
- Società Schermistica Lucana - Potenza

## Tennis
- Circolo Tennis Matera - Fondata nel 1962, nel 2006 ha ricevuto dal CONI la Stella di Bronzo al merito sportivo
- Tennis Club Potenza
- Circolo Tennis Pisticci - Serie A2 campionato nazionale a squadre femminile

## Vela
- Circolo Velico Lucano di Policoro
- Lega Navale Matera-Castellaneta
- BasilicataVela (Pisticci)

## Principali impianti sportivi

### Impianti all'aperto
Quella che segue è la lista dei principali impianti all'aperto, sopra l'omologazione di un minimo 5.000 spettatori.
| N. | Foto | Denominazione                       | Città   | Regione    | Capienza | Sport  | Utilizzatori | Proprietà         | Inaug. |
| -- | ---- | ----------------------------------- | ------- | ---------- | -------- | ------ | ------------ | ----------------- | ------ |
| 1  |      | Stadio XXI Settembre-Franco Salerno | Matera  | Basilicata | 7.509    | Calcio | Matera       | Comune di Matera  | 1934   |
| 2  |      | Stadio Alfredo Viviani              | Potenza | Basilicata | 5.500    | Calcio | Potenza      | Comune di Potenza | 1934   |

### Impianti coperti
- Pala Basento di Potenza - 3.200 posti
- PalaSassi di Matera - 2.000 posti
- PalaErcole di Policoro - 1.570 posti
- Palasport Peppino Campagna di Bernalda - 900 posti
- Palasport di Melfi - 750 posti
- PalaWojtyla di Montescaglioso - 500 posti